# Giorgio Francia
Giorgio Francia (n. 8 noiembrie 1947) este un fost pilot italian de Formula 1 care a evoluat în Campionatul Mondial în 1977 și 1981.